# Kageyo (Gicumbi)
Kageyo ist einer von 21 Sektoren im Distrikt Gicumbi in der Nordprovinz von Ruanda.

## Geographie
Kageyo hat eine Fläche von 31,5 km² und liegt auf einer Höhe von etwa 2140 m. Der Sektor unterteilt sich in die fünf Zellen Gihembe, Horezo, Kabuga, Muhondo und Nyamiyaga und umfasst 27 Dörfer. Die Westgrenze bildet der Fluss Mwange. Nachbarsektoren sind im Norden Byumba, im Osten Rukomo, im Süden Nyamiyaga, im Südwesten Mutete und im Westen Kisaro.

## Bevölkerung
Nach der Volkszählung von 2022 betrug die Einwohnerzahl 20.888 Einwohner. Zehn Jahre zuvor waren es 30.270, was einem jährlichen Bevölkerungsrückgang von 3,6 Prozent zwischen 2012 und 2022 entspricht.

## Verkehr
Durch den Osten des Sektors verlaufen die asphaltierten Nationalstraßen 3 und 19 in Nordwest-Südost-Richtung. Im Süden des Sektors macht die Nationalstraße 3 einen Bogen nach Südwesten.